# Kevin Dorff
Kevin Dorff (* 2. August 1966 in Chicago, Illinois) ist ein US-amerikanischer Schauspieler, Komiker und Drehbuchautor.
Dorf wurde als Sketchschreiber und Ensemblemitglied der US-amerikanischen Fernsehsendungen Late Night with Conan O’Brien und The Tonight Show with Conan O’Brien bekannt, wo er in wechselnden Rollen auftritt. Mit seinen Ko-Autoren gewann er 2007 für diese Arbeit den Primetime Emmy Award in der Kategorie „Drehbuch für eine Varieté-, Musik- oder Comedysendung“.
Neben Kurzauftritten in Fernsehserien wie Parks and Recreation und Das Büro (der US-Version der britischen Serie The Office), spielte er in der ersten Staffel der Serie Delocated eine der Hauptrollen. Aufgrund seiner Verpflichtung für die Sendung mit Conan O’Brien, starb seine Figur mit Beginn der zweiten Staffel. Für die dritte Staffel war er als Drehbuchautor wieder aktiv.
In der Pilotepisode der Serie 30 Rock spielt er in der ersten Szene an der Seite von Tina Fey. Seit 2013 trat er in mehreren Folgen der Sitcom Brooklyn Nine-Nine auf.